# Claude Puel
Claude Jacques Puel (* 2. září 1961 Castres) je francouzský fotbalový trenér a bývalý hráč, od října 2019 do prosince 2021 trénující AS Saint-Étienne ve francouzské Ligue 1. Celou svoji hráčskou kariéru strávil v Monacu.

## Hráčská kariéra
Puel začal s fotbalem v lokálním Castres FC, v roce 1977 se připojil k AS Monaco FC. Svůj první zápas za A-tým Monaka odehrál v sezoně 1979/80. V Monaku působil celou svoji kariéru, během 17 let zde sehrál 601 oficiálních utkání, z toho 488 ligových, při kterých vstřelil celkem 4 góly. V dresu Monaka získal dva ligové tituly, tři vítězství v poháru a jedno v superpoháru.

## Trenérská kariéra
Po konci kariéry působil jako kondiční trenér a kouč monacké rezervy. V lednu 1999 se stal hlavním trenérem a na konci sezony oslavil double (tj. vítězství v lize a v poháru). V červenci 2001 mu nebyla prodloužena smlouva a po 24 letech v klubu skončil. V červenci 2002 podepsal smlouvu v Lille OSC a zde se stal jedním z nejdéle sloužících trenérů Ligue 1, působil zde 6 let. V roce 2004 dovedl tým k výhře v poháru Intertoto. V červnu 2008 podepsal smlouvu v Olympique Lyon, týmu, který ligu vyhrál sedmkrát v řadě. Osmý titul ale nepřidal, pod vedením Puela klub skončil „pouze“ třetí. V roce 2010 dovedl Lyon poprvé v historii do semifinále Ligy mistrů, kde prohráli s Bayernem. V posledním zápase sezony 2010/11 Lyon pod jeho vedením porazil jeho bývalý klub AS Monaco FC a poslal je do druhé ligy. Po sezoně mu nebyla prodloužena smlouva, jelikož ve třech sezonách nevyhrál s klubem žádnou trofej. V květnu 2012 podepsal tříletou smlouvu s OGC Nice. Po konci v Nice podepsal v červnu 2016 tříletou smlouvu s anglickým Southamptonem. Southampton v předchozí sezoně skončil šestý v lize a kvalifikoval se tak do základní skupiny Evropské ligy. V té narazil na italský FC Inter Milán, izraelský Hapoel Beer Ševa FC a českou Spartu. V prvním utkání EL doma porazili Spartu 3:0, ve druhém utkání ale se Spartou prohráli 0:1, v rozhodujícím utkání ale nedokázali porazit Beer Ševu a v Evropské lize skončili. Southampton dosáhl na osmé místo v Premier League, v ligovém poháru se dostali do finále, kde ovšem nestačili na Manchester United FC. V červnu 2017 byl Puel s okamžitou platností propuštěn. Puel byl často kritizován pro defenzivní styl hry (Southampton ve 38 zápasech zaznamenal 41 gólů, což byl 5. nejhorší útok ligy). I tak jeho odvolání vzbudilo rozporuplné reakce, sportovní novinář Paul Doyle označil Puela za „oběť obdivuhodně nepřiměřených očekávání Southamptonu“. V říjnu 2017 byl jmenován trenérem Leicesteru. Během zimní přestávky zatrhl přestup hvězdy Rijáda Mahrize do Manchesteru City a Mahriz se poté více než týden neobjevil na tréninku. Od ledna 2018 do konce sezony zaznamenal Leicester pouhé 3 výhry ze 14 utkání a Puel byl obviňován z negativního fotbalu. Šokující prohra ze dne 6. ledna 2019 v poháru s Newport County AFC ze čtvrté anglické ligy byla fanoušky BBC jmenována největším překvapením soutěže. Po šesti ligových utkáních bez výhry byl 24. února 2019 propuštěn. V říjnu 2019 se vrátil do Francie, kde převzal AS Saint-Étienne.